# Pianosonate (Stravinsky)
De Pianosonate in fis (4) is een compositie van Igor Stravinsky uit 1903-1904, opgedragen aan Nicolas Richter. Het werk werd voor het eerst ten gehore gebracht tijdens een privé-uitvoering ten huize van Nikolaj Rimski-Korsakov. Lang dacht iedereen, inclusief Stravinsky, dat het werk verloren was gegaan. Het manuscript bevindt zich echter in de Saltykov-Shchedrin Openbare Bibliotheek van Sint-Petersburg, waaraan het was geschonken door de erven Rimski-Korsakov, samen met het manuscript van de Symfonie in Es (W9).

## Delen
1. I. Allegro;
2. II. Scherzo;
3. III. Andante;
4. IV. Finale.

In zijn autobiografie beschreef Stravinsky hoe hij worstelde met de problemen bij het componeren, met name met zaken als vorm. Dat was de reden dat hij het advies en de hulp van Rimski-Korsakov zocht en kreeg. Zo af en toe hoor je de toekomstige stijl waarin Stravinky zou componeren, maar de invloeden van Rimski-Korsakov, Tsjaikovski, Alexander Glazoenov en ook Sergej Rachmaninov zijn hierop nog volop aanwezig.

## Oeuvre
Zie het Oeuvre van Igor Stravinsky voor een volledig overzicht van het werk van Stravinsky.

## Geselecteerde discografie
- 'Pianosonate in fis' op Works for piano door Michel Béroff (EMI Classics, 2cd's 7243 5 86073 2 1)
- uitgave Naxos; Victor Sangiorgio